# Rui Maria de Araújo

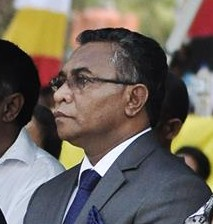
Rui Maria de Araújo (2015)

Rui Maria de Araújo (* 21. Mai 1964 im Suco Mape, Portugiesisch-Timor) ist ein osttimoresischer Arzt und Politiker. Von 2001 bis 2007 war er Gesundheitsminister, von 2006 bis 2007 zusätzlich stellvertretender Premierminister und von 2015 bis 2017 Premierminister Osttimors. Vom 15. September 2017 bis zum 22. Juni 2018 war Araújo Staatsminister und wieder Minister für Gesundheit.

## Familie

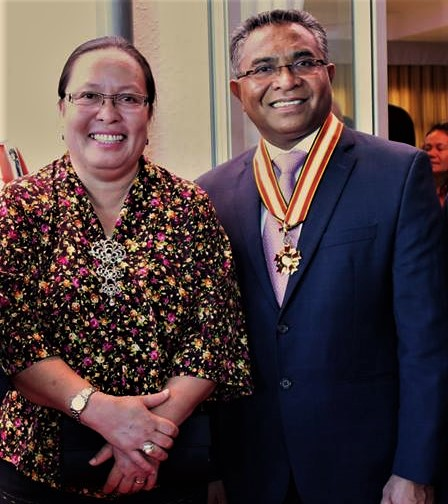
Rui Maria de Araújo und seine Frau Teresa António Madeira Soares (2017)

Die Mutter von Rui Maria de Araújo war Felismina Lopes, seinen biologischen Vater lernte Rui Maria nie kennen. Die Katechisten und Lehrer José de Araujo aus Ainaro und Laura de Jesus Araújo aus Uatucarbau adoptierten den Jungen im Alter von drei Monaten.
Am 6. September 2015 sah sich Rui Maria de Araújo dazu gezwungen, Gerüchten in sozialen Netzwerken entgegenzutreten, nach denen sein Vater Arnaldo dos Reis Araújo gewesen sei, der während der Besetzung indonesischer Gouverneur Osttimors war. Dazu veröffentlichte Rui Maria de Araújo auf Facebook neben seiner Lebensgeschichte auch Bilder seiner Taufurkunde und Familienfotos.
Araújo ist mit Teresa António Madeira Soares verheiratet und der Vater von zwei Kindern.

## Werdegang
Araújo wurde in Mape geboren, das mit seinem Subdistrikt Zumalai damals noch zum Distrikt Ainaro gehörte und erst später an den Distrikt Cova Lima angeschlossen wurde.
Er absolvierte in Suai die Grundschule. 1974, in den letzten Tagen der portugiesischen Kolonialzeit, kam er an das Colégio de São José in Dili. In dieser Zeit, schon mit zehn Jahren, begann unter den Einfluss von José de Araújo sein politisches Interesse und sein Engagement für die linksorientierte ASDT, der späteren FRETILIN. José de Araujo war 1974 Delegierter der ASDT/FRETILIN und bis zum indonesischen Einmarsch 1975 Regionalsekretär des Regionalkomitees der Partei in Cova Lima. Die Familie floh vor den Invasoren in den Dschungel des Widerstandssektors Fronteira Sul, wo sie sich bis 1978 versteckt hielten. Hier verschwanden im selben Jahr, während der Einkesselung durch das indonesische Militär, sowohl Rui Marias leibliche Mutter, als auch zwei seiner Schwestern. Noch heute weiß man nicht, wo ihre sterblichen Überreste sich befinden. 1976 wurde José de Araujo vom indonesischen Militär verhaftet und ohne Gerichtsurteil bis 1979 gefangengehalten.
Mit der siebten Klasse schloss Rui Araújo 1985 das Colégio ab und erhielt ein Stipendium der indonesischen Provinzregierung für das Fach Englische Literatur an der Christlichen Universität Satya Wacana (indonesisch Universitas Kristen Satya Wacana, UKSW) in Salatiga auf Java. Bereits in der Studienzeit schickte Araújo Nachrichten an die timoresische Gemeinschaft in Australien. 1986 wechselte er an die medizinische Fakultät der Universität Islaun Sultan Agung in Semarang (Java) und arbeitete im Widerstand weiter als Kurier zwischen Bali, Surabaya und Jakarta. 1989 ging Araújo schließlich an die Udayana-Universität auf Bali und graduierte dort 1994 in Allgemeinmedizin. Inzwischen war er Mitglied der osttimoresischen Studentenorganisation RENETIL (Nationaler Widerstand der Studenten aus Timor-Leste) und schrieb dort unter anderem für ihr Rundschreiben Neon Metin.
Zwischen 1990 und 1992 wurde Araújo zum wichtigsten Verbindungsmann zwischen dem FALINTIL-Chef Xanana Gusmão im Untergrund und dem Unterstützungsnetzwerk im Ausland, inklusive Macau und Portugal. Araújo gehörte zu dem Team, das 1991 den später nicht zu Stande kommenden Besuch der Delegation des portugiesischen Parlaments in Osttimor vorbereitete und arbeitete mit anderen bekannten Unabhängigkeitsaktivisten zusammen, wie Kirsty Sword und dem Journalisten Max Stahl.
Nachdem er beim Tuberkulosehilfsprogramm der Caritas gearbeitet hatte, war Araújo zwischen 1994 und 1998 als Vizechirurg im Krankenhaus in Dili tätig. Neben seiner Öffentlichkeitsarbeit für den osttimoresischen Widerstand, versorgte und behandelte er heimlich verwundete Unabhängigkeitskämpfer, darunter im April 1996 den FALINTIL-Kommandanten David Alex Daitula. Im Februar 1998 schrieb Araújo einen anonymen Beschwerdebrief an den damaligen indonesischen Gouverneur José Abílio Osório Soares. Im September desselben Jahres unterstützte Araújo Carlos Filipe Ximenes Belo, den apostolischen Administrator von Dili, bei der Organisation der Dialogrunde Dare I.
Im Oktober 1998 erhielt Araújo ein Stipendium der neuseeländischen Regierung und schloss im Juni 2001 ein Studium zum Master of Public Health an der Universität von Otago ab. Seine Masterarbeit hatte den Titel „Ein adäquates Gesundheitssystem für Osttimor aus der Perspektive der Timoresen“.
Zwischendurch kehrte er nach dem Unabhängigkeitsreferendum in Osttimor 1999 in seine Heimat zurück und begann für das Gesundheitsamt (Autoridade de Saúde) der UN-Administration zu arbeiten, die Keimzelle des späteren Gesundheitsministeriums. Ab September 2001 war Araújo Direktor des Gesundheitsamts und am 30. September wurde er der erste Gesundheitsminister der Übergangsregierung. Dieses Amt hatte Araújo auch nach der Unabhängigkeit Osttimors am 20. Mai 2002 unter dem ersten Premierminister Marí Alkatiri inne. Als dieser aufgrund der Unruhen in Osttimor 2006 zurücktreten musste, folgte ihm José Ramos-Horta als Premierminister. Araújo behielt das Gesundheitsministerium und wurde neben Estanislau da Silva zweiter stellvertretende Premierminister. Beide Ämter behielt Araújo auch, als Estanislau da Silva Premierminister wurde.

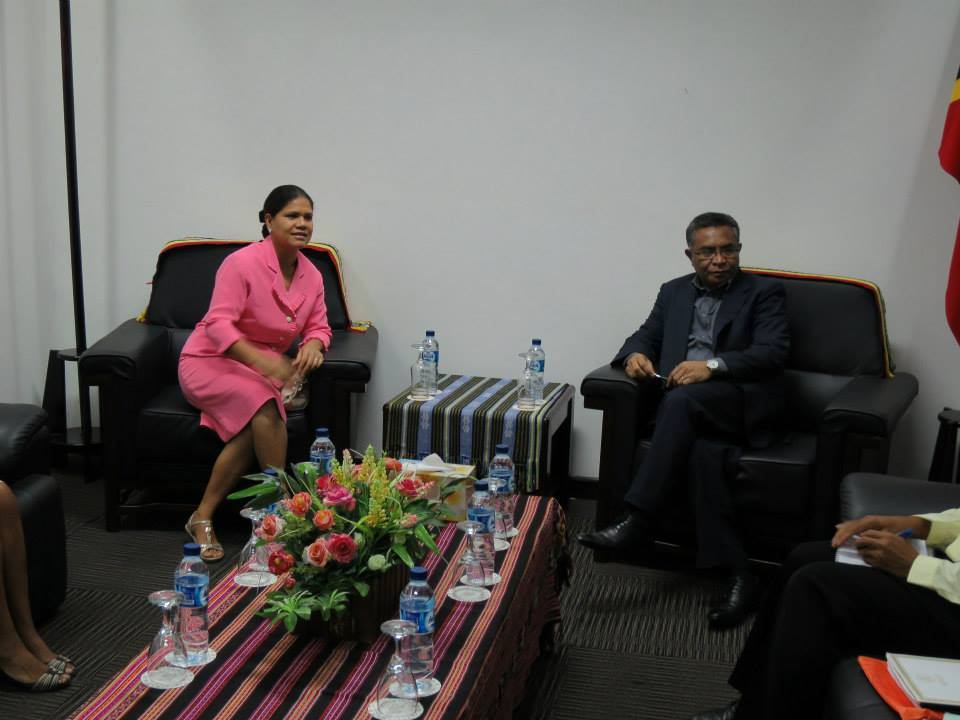
Premierminister Araújo im Gespräch mit Präsidentengattin Isabel da Costa Ferreira

2007 fanden wieder Parlamentswahlen statt, nach denen unter Premierminister Xanana Gusmão erstmals eine Regierung ohne die FRETILIN gebildet wurde. Araújo gehörte der neuen Regierung nicht mehr an. Sein Nachfolger als Gesundheitsminister wurde Nélson Martins. Araújo blieb aber von 2007 bis 2009 weiterhin als Berater im Gesundheitsministerium. Von August 2009 bis Februar 2015 war er Berater für Management und Öffentlichkeitsarbeit im Finanzministerium. Obwohl seit 1975 Sympathisant der FRETILIN, war Araújo als Minister noch parteilos. Erst am 9. Dezember 2010 trat er in die FRETILIN ein und stieg am 11. September 2011 in das Zentralkomitee auf. Im selben Jahr gründete Araújo er die „Militanten Berufstätige im Gesundheitswesen FRETILIN“ (Profissionais de Saúde Militante FRETILIN PSMF). Auch wenn die FRETILIN gegenüber der neuen Regierung einen harten Oppositionsweg fuhr, galt Araújo als konsensfähig und die politischen Gegner erkannten die Hingabe, Moral und Qualität in seiner Arbeit.
Anfang 2015 kündigte Premierminister Xanana Gusmão an, die Regierung umzubilden und auch selbst vorzeitig zurücktreten zu wollen. Seine Regierung stütze sich aus einer Koalition aus seiner Congresso Nacional da Reconstrução Timorense (CNRT) und den kleineren Parteien Partido Democrático (PD) und Frenti-Mudança (FM). Am 5. Februar informierte Gusmão seine Koalitionspartner, er wolle Araújo als seinen Nachfolger vorschlagen. Nachdem auch der CNRT den Vorschlag unterstützte, beauftragte Staatspräsident Taur Matan Ruak Araújo am 10. Februar mit der Bildung einer neuen Regierung. Am 16. Februar wurde Araújo zum neuen Premierminister vereidigt. Seinem Kabinett gehörten Mitglieder aller vier Parteien an, die im Parlament vertreten waren.
Bei den Parlamentswahlen in Osttimor 2017 kandidierte Araújo für die FRETILIN auf Listenplatz 6 und zog damit erfolgreich in das Nationalparlament ein. Er verzichtete aber bereits am zweiten Sitzungstag, dem 6. September 2017, auf seinen Sitz zugunsten von Noémia Sequeira. Am 15. September wurde Araújo zum Staatsminister und wieder als Minister für Gesundheit in der neuen Regierung unter Premierminister Alkatiri vereidigt. Zudem leitete er bis zur Ernennung eines neuen Ministers auch das Ressort Bildung. Araújos Amtszeit als Minister endete mit Antritt der VIII. Regierung Osttimors am 22. Juni 2018.
Aufgrund der Bedrohung der COVID-19-Pandemie in Osttimor wurde Araújo als Koordinator für die offizielle Verbindung zum Arbeitskreis zur Verhinderung und Abschwächung des Ausbruchs von COVID-19 in den Krisenstab der Regierung berufen.

## Ehrungen

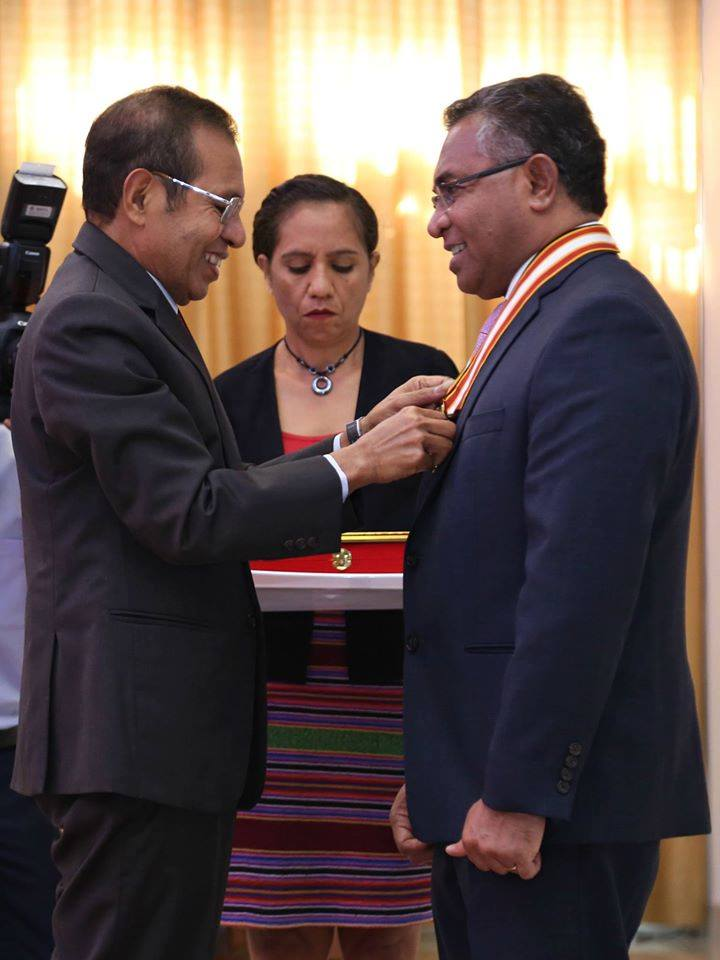
Verleihung des Ordem de Timor-Leste durch Staatspräsident Taur Matan Ruak

2017 erhielt Araújo den Ordem de Timor-Leste am Band.